# Camillo Caccia Dominioni
Camillo Caccia-Dominioni (Milão, 7 de fevereiro de 1877 - Roma, 12 de novembro de 1946) foi um cardeal italiano da Igreja Católica Romana. Ele serviu como Prefeito da Prefeitura da Casa Pontifícia de 1921 a 1935, e foi elevado ao cardinalato em 1935.

## Biografia
Nascido em Milão, Camillo Caccia-Dominioni estudou no seminário da mesma cidade antes de freqüentar a Pontifícia Universidade Gregoriana (de onde obteve seu doutorado em direito canônico ) e a Pontifícia Academia de Nobres Eclesiásticos (de onde se graduou em 1898  ) em Roma. Ele foi ordenado ao sacerdócio por Dom André Carlos Cardeal Ferrari em 23 de setembro de 1899. Caccia-Dominioni fez pastoral trabalho em Roma até 1921, e terminou seus estudos em 1902. Em 1903, ele foi nomeado Canon-Coadjutor da Basílica de São Pedro.
Nomeado Protonotary Apostolic em 27 de junho de 1921, Caccia-Dominioni foi elevado ao posto de Monsenhor em 24 de setembro de 1914. Ele foi nomeado Prefeito da Casa Pontifícia, o mordomo papal, pelo Papa Bento XV em 16 de junho de 1921. Após a morte do Papa Bento XV em 22 de janeiro de 1922, Caccia-Dominioni e todos os outros principais funcionários do Vaticano, de acordo com o costume, perderam automaticamente seus cargos durante a Sé vacante. Mais tarde, ele foi confirmado como Prefeito da Casa Pontifícia pelo Papa Pio XI no dia seguinte, 7 de fevereiro, e sucedeu ao posto de cónego da Basílica de São Pedro em 14 de fevereiro de 1924. Caccia-Dominioni era considerado protegido de Pio XI,  em cujas últimas horas o primeiro estava presente em seu quarto de dormir.
Caccia-Dominioni foi criado cardeal-diácono de Santa Maria em Domnica pelo Papa Pio XI no consistório de 16 de dezembro de 1935. Ele foi um dos cardeais eleitores do Conclave de 1939, que selecionou o Papa Pio XII. Em virtude de sua posição de Protodeacon (o Cardeal Diácono), Caccia-Dominioni anunciou a eleição de Pio XII e depois o coroou em 12 de março de 1939.
Segundo David Kertzer , Caccia-Dominioni era pederasta.  A OVRA tinha um arquivo sobre ele, que detalhava que ele muitas vezes atraía jovens do sexo masculino para seu apartamento em Roma para sexo, e que o papa estava ciente disso. 
O cardeal morreu de uma doença cardíaca em Roma, aos 69 anos.  Ele está enterrado na cripta da Basílica de Ss. Ambrogio e Carlo .

## Curiosidades
- Especulou-se falsamente que Caccia-Dominioni havia sido elevada a um cardeal in pectore por Pio XI no consistório de 13 de março de 1933. [6]